# Vere Ice Rise
Der Vere Ice Rise ist eine kleine Eiskuppel des Wilkins-Schelfeises vor der Westküste der Alexander-I.-Insel.
Der British Antarctic Survey (BAS) kartierte ihn anhand von Radarmessungen bei einem Überflug am 1. Februar 1967 mit einer DHC-6 Twin Otter. Eine genauere Positionsbestimmung gelang anhand von Landsat-Aufnahmen aus dem Jahr 1979. Das UK Antarctic Place-Names Committee benannte ihn 1980 nach Leutnant Robert P. Vere (1937–2004) von der Royal Air Force, zweiter Pilot beim Flug des BAS.